# Куккусский кантон
Куккусский кантон — административно-территориальная единица АССР немцев Поволжья, существовавшая в 1922—1927 и 1935—1941 годах. Административный центр — с. Куккус.
В 1920 году в составе Ровненского уезда Трудовой коммуны немцев Поволжья был образован Тарлыкский район с центром в селе Вольское. По данным на 1 августа 1921 года в районе было 11 селений.
22 июня 1922 года Тарлыкский район был преобразован в Вольский (Куккусский) кантон (с 1924 года — в составе АССР немцев Поволжья).
В 1927 году Вольский (Куккусский) кантон был присоединён к Ровненскому кантону, а в 1935 году — был восстановлен.
7 сентября 1941 года в результате ликвидации АССР немцев Поволжья Куккусский кантон был передан в Саратовскую область и был преобразован в Приволжский район.

## Административно-территориальное деление
По состоянию на 1 апреля 1940 года кантон делился на 11 сельсоветов:
- Бангертский,
- Брабандерский,
- Варенбургский,
- Делерский,
- Динкельский,
- Иостский,
- Куккусский,
- Лаубский,
- Лаувский,
- Штальский,
- Штраубский.